# Olha Pendiukowa
Olha Pendiukowa (ukr. Ольга Пендюкова; ur. 17 kwietnia 1983 w Zaporożu) – ukraińska wioślarka.

## Osiągnięcia
- Mistrzostwa Świata Juniorów – Duisburg 2001 – ósemka – 5. miejsce[1].
- Mistrzostwa Europy – Poznań 2007 – ósemka – 5. miejsce[1].